# Wolseley-Siddeley
Wolseley-Siddeley – dawne brytyjskie przedsiębiorstwo zajmujące się produkcją samochodów. Istniało w latach 1905–1909.
Przedsiębiorstwo powstało, gdy firma Wolseley Motor Company przejęła w 1905 roku zakłady Johna Davenporta Siddeleya - Siddeley Autocar. Zaczęto wówczas produkować samochody pod marką Wolseley-Siddeley. W 1910 roku Siddeley odszedł ze spółki, Wolseley wrócił do montażu aut pod własną marką, a Siddeley kupił zakłady Dease Motor Car Manufacturing wytwarzając samochody Siddeley Deasy.

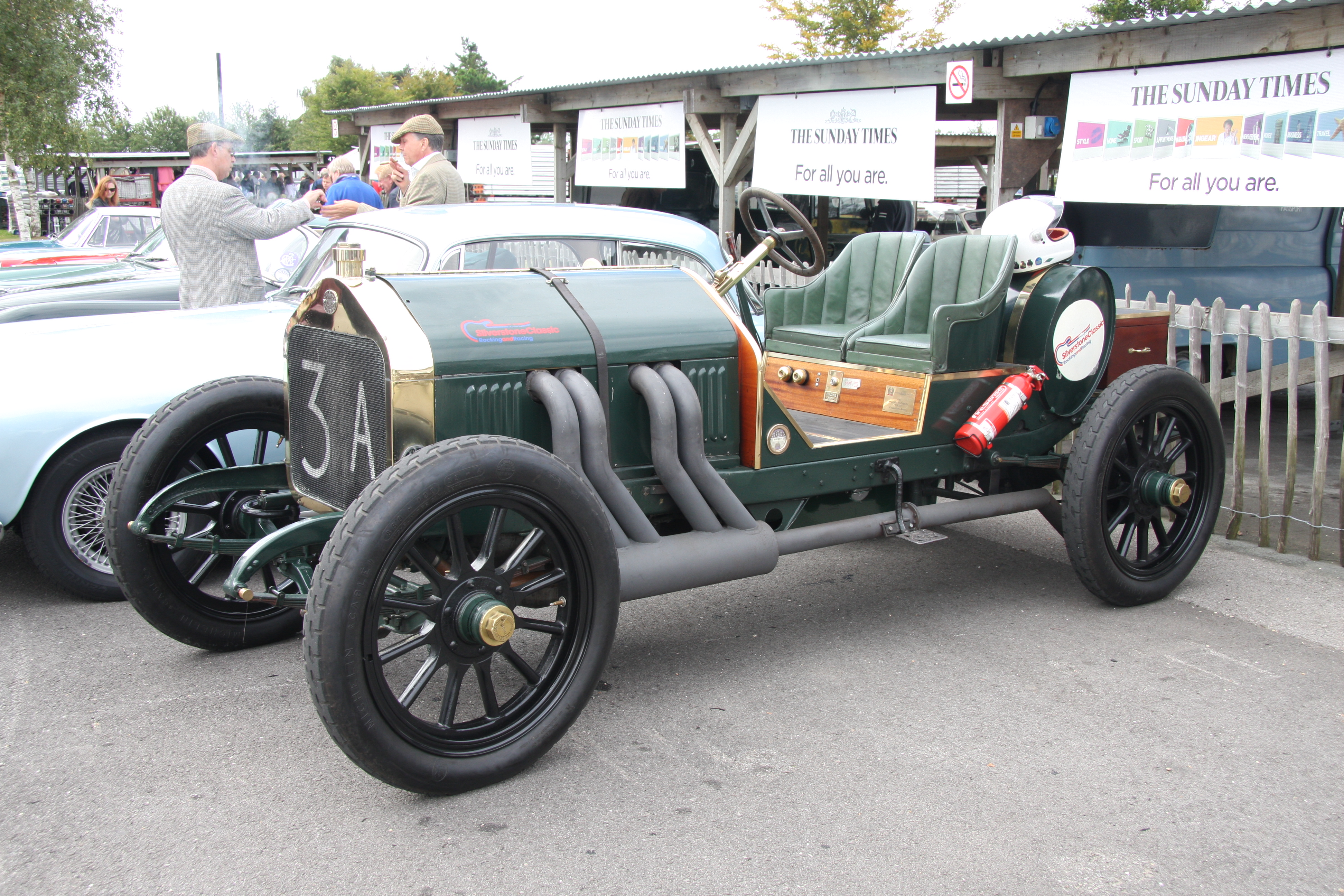
model wyścigowy 1907
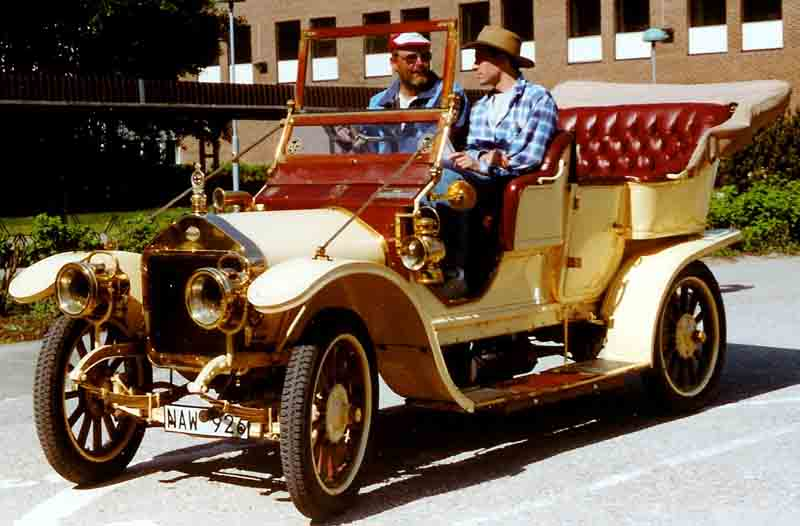
model Tourer 1909